# Discina
Discina (Fr.) Fr. (krążkownica) – rodzaj grzybów z rodziny krążkownicowatych (Discinaceae).

## Systematyka i nazewnictwo
Pozycja w klasyfikacji według Index Fungorum: Discinaceae, Pezizales, Pezizomycetidae, Pezizomycetes, Pezizomycotina, Ascomycota, Fungi.
Po raz pierwszy takson ten zdiagnozował w 1822 r. Elias Fries nadając mu nazwę Peziza a Discina. Ten sam autor w 1849 r. nadał mu obecną, uznaną przez Index Fungorum nazwę.
Synonimy nazwy naukowej: Discinella P. Karst., Peziza a Discina Fr.
Gatunki występujące w Polsce:
- Discina ancilis (Pers.) Sacc. 1889 – krążkownica wrębiasta
- Discina fastigiata (Krombh.) Svrček & J. Moravec 1972 – tzw. piestrzenica wzniesiona
- Discina martinii (Donadini & Astier) Donadini & Astier 1985
- Discina ticiniana (Littini) X.C. Wang & W.Y. Zhuang 2023

Nazwy naukowe na podstawie Index Fungorum. Wykaz gatunków i nazwy polskie według M.A. Chmiel i innych.